# Estirado
Se denomina estirado al proceso de conformado por deformación plástica en el que se estira una barra o varilla de metal con el objetivo de reducir su sección.
Para reducir la sección de la pieza, se utiliza una matriz de un material metálico muy duro insertado en un bloque de acero. La reducción de la sección del material dependerá del ángulo de abertura de la matriz.

## Diferencias entre estirado y trefilado
Los dos procesos son mecánicamente iguales, aunque la maquinaria y la forma de trabajo son distintas. Las diferencias son:
- En el estirado se consiguen pequeñas reducciones de sección, buscando un calibre determinado.
- En el trefilado se busca reducir bruscamente la sección, por lo que se deben dar múltiples pasadas para conseguir el efecto.

No todo material plástico se puede estirar, pues si es poco dúctil el proceso puede presentar gran dificultad.

## Características del proceso

### Análisis numérico del proceso de estirado
| Deformación longitudinal     | Esfuerzo de estirado    | Esfuerzo de fluencia promedio    | Factor de deformación no homogénea | Fuerza de estirado | Potencia de estirado | Reducción de sección |
| ---------------------------- | ----------------------- | -------------------------------- | ---------------------------------- | ------------------ | -------------------- | -------------------- |
| {\displaystyle \varepsilon } | {\displaystyle \sigma } | {\displaystyle {\overline {Yf}}} | {\displaystyle \phi }              | Fest               | Pest                 | r                    |

A continuación se expone la formulación matemática necesaria para el cálculo final de la fuerza y la potencia de estirado:
Cálculo de la deformación longitudinal:
{\displaystyle \varepsilon =ln\cdot {\frac {Ai}{Af}}}
donde Ai es el área inicial del material y Af es el área final del material estirado.
Cálculo de la reducción de la sección: 
{\displaystyle r={\frac {Ai-Af}{Ai}}}
Cálculo del esfuerzo de fluencia promedio: 
{\displaystyle {\overline {Yf}}={\frac {K\cdot \varepsilon ^{n}}{1+n}}}
donde K es el coeficiente de resistencia del material en Kp/cm2 y n es el exponente de endurecimiento por acritud.
Por medio de la expresión de Schey podemos cálcular:
Factor de deformación no homogénea:
{\displaystyle \phi =0.88+0.12\cdot {\frac {D}{Lc}}}
donde D es la media entre el diámetro inicial y el final del material y Lc es la longitud de contacto entre el material de entrada y la matriz.
Esfuerzo de estirado:
{\displaystyle \sigma _{est}={\overline {Yf}}\cdot \varepsilon \cdot \left(1+{\frac {\mu }{tg\alpha }}\right)\cdot \phi }
donde 
{\displaystyle \mu }
es el coeficiente de rozamiento en la interfase material-matriz, y
{\displaystyle \alpha }
es el ángulo forma la matriz en la entrada del material.
Fuerza de estirado:
{\displaystyle F_{est}=\sigma _{est}\cdot Af}
Potencia de estirado:
{\displaystyle P_{est}=F_{est}\cdot V_{est}}
donde Vest es la velocidad de estirado del material.

## Proceso de conformado

### Práctica del estirado
El proceso de estirado, como norma general, se realiza como una operación de deformación plástica en frío y para secciones redondas. Las principales ventajas del proceso de estirado son:
- Un mayor control de las tolerancias: podemos obtener un IT muy bajo.
- Acabado superficial: podemos obtener un muy buen acabado superficial.
- Propiedades mecánicas: mejora en la resistencia a flexión y mayor dureza. Mayor capacidad de mecanización.

Las operaciones que se realizan en el proceso de estirado son:

#### Decapado
Se limpia, generalmente con ataques químicos y agua a presión, el material para eliminar el óxido que puede formarse en la superficie. Esto es necesario para prevenir daños en la matriz y en la superficie de trabajo.

#### Estirado
Se procede a colocar el material en la máquina para empezar el proceso de estirado. En este proceso es decisivo el uso de lubrificantes para no dañar la superficie del material al pasarlo por la matriz y aplicarle la reducción de sección. En el estirado podemos distinguir, principalmente, dos procesos: estirado de alambres y de tubos.
En el estirado de alambres podemos conseguir una reducción del 50 % del espesor en barras menores de 150 mm, utilizando el proceso descrito anteriormente.
El estirado de tubos se utiliza para reducir el espesor de la pared de los tubos sin costura, los cuales se han producido por medio de otros procesos, como por ejemplo extrusión.
Este proceso podemos realizarlo con ayuda de un mandril.

#### Acabado
Una vez el material estirado pasa por un proceso de enderezamiento y un ligero recocido de eliminación de tensiones, y si el caso lo requiere, algún tratamiento isotérmico para mejorar sus características mecánicas.

### Equipo necesario
En general el estirado de barras se realiza en un banco de estirado, consistente en una mesa de entrada, un bloque de acero que contiene la matriz, la corredera que coge el tubo para aplicarle la fuerza de estirado y una mesa de salida.